# De Cock en moord in brons
De Cock en moord in brons is het negenentwintigste deel van uit de detectiveserie De Cock van de Nederlandse auteur Appie Baantjer.

## Verhaal
In een gesprek met collega Dick Vledder gedenkt De Cock de overleden joodse haringman Mosie uit de Heintje Hoeksteeg, die het concentratiekamp Dachau had overleefd als enige van zijn familie. De Cock zegt in Het Laatste Oordeel te geloven, als de definitieve goddelijke correctie. Hun discussie wordt verstoord door het binnentreden van een adembenemend mooie blonde vrouw van circa 25 jaar, Adelheid van Kleef. Ze komt de vermissing aangeven van haar vriend Siegfried van Xanten. Laatstgenoemde leefde al maanden in angst na een zonde tegen de ewa waarna de sapientes zich voor zijn dood hadden uitgesproken. De Cock wil bars opheldering over de twee voor hem nieuwe woorden, maar Adelheid kan die niet verschaffen. Gisteravond heeft Siegfried haar huis na een telefoongesprek verlaten en is niet teruggekeerd. Ze vreest dat hij al dood is en de rechercheur moet alles op alles zetten hem eerder te vinden dat het volk van de klokbekers. Na haar vertrek zitten De Cock en Vledder met een vreemde zaak. Het genoteerde signalement van Siegfried van Xanten wordt als een Verzoek Opsporing Verblijfsplaats verder via de telex afgehandeld. Na een uitgebreide discussie blijven de twee rechercheurs met een dwaas verhaal zitten.
Ze komen niet tot een eensluidend oordeel en besluiten een cognackie te gaan halen bij Smalle Lowietje. De Cock vraagt rechtstreeks of de caféhouder het volk van de klokbekers kent. Volgens Lowie trekken ze elk jaar naar Lunteren en hebben ze in Amsterdam een lokaal bij de Muiderpoort en soms spreken de leden van het genootschap gezamenlijk een vonnis uit. Als de twee rechercheurs teruglopen komt het gesprek op vonnissen buiten de overheid om, zoals bij de maffia. Maar er zijn ook nette verenigingen, die een eigen arbitrageregeling hebben. Terug op het politiebureau Warmoesstraat zit een statige heer Gunther Worms, de Koning van de Klokbekers, op hen te wachten. De Klokbekers zijn een oudheidkundig genootschap dat zich ten doel stelt oude waarden in stand te houden of te doen herleven. Hij geeft uiteindelijk toe dat het vonnis van het genootschap inhield dat Siegfried voor het genootschap niet meer leefde. Na zijn vertrek is Dick Vledder verontwaardigd en zit De Cock nog vol vragen. Hun discussie wordt onderbroken door de melding van een lijk bij de Muiderpoort. Waarschijnlijk is de vermiste Siegfried gevonden met een dolk tussen de schouderbladen.
Ze vinden Siegfried geveld door een vreemd model dolk. De dienstdoende agent meldt dat het lijk aangetroffen is door een oude baas met een hond. De lijkschouwer denkt dat hij al minstens zes uur dood is en De Cock heeft het vermoeden dat hij elders is omgebracht. Bij zijn afscheid zegt dr. Den Koninghe dat hij de dolk kent uit een museum. De volgende ochtend meldt Dick Vledder dat commissaris Buitendam met spoed een eerste uitgebreid rapport over de moord wil ontvangen. Na ampele discussie over de gebleken voorwetenschap van zijn commissaris, gaat De Cock om opheldering vragen. Zijn chef stelt dat het oudheidkundig genootschap van de Klokbekers van groot maatschappelijk nut is. De Cock neemt hierop zijn chef een verhoor af over mogelijke daderkennis en wordt de kamer gestuurd. Als Dick naar de sectie gaat, wandelt De Cock naar het woonhuis van Adelheid van Kleef. Laatstgenoemde is ervan overtuigd dat Siegfried met een kenmerkende dolk door het genootschap is gevonnist. Ze noemt in dit verband zijn vroegere vriend Hagen de Bourgondiër, een vooraanstaand lid van de Klokbekers. Ze eist nu dat bij de uitvaart alle leden van het genootschap plechtig verklaren niet betrokken te zijn geweest bij Siegfried zijn dood. Dan zal de overledene zijn moordenaar kunnen aanwijzen.
Dick Vledder vindt het voorstel idioot en noemt het mens gek, maar De Cock houdt wel van wat rumoer binnen dit besloten genootschap. De Cock legt uitgebreid het middeleeuws gebruik van het baarrecht uit. Hun uiteenzetting wordt onderbroken door de binnenkomst van Hagen de Bourgondiër. Adelheid beschuldigt hem van de moord op Siegfried. Hij legt uit dat hij en Siegfried vroeger vrienden waren. Beiden gingen ze achter Adelheid aan en toen zij voor Siegfried koos, kwam er een einde aan de vriendschap. Bovendien beschuldigt hij Siegfried van het achterhouden van een bronzen dolk uit de vijfde eeuw voor Christus. Hij legt uit dat het doodvonnis over Siegfried door de sapientes niet letterlijk moet worden opgevat. Het staat gelijk aan verbanning uit de gelederen. Maar als Dick Vledder plotseling het moordwapen op tafel smijt, schrikt Hagen van de getoonde dolk. Het vermiste exemplaar kwam volgens Vledder uit de rug van Siegfried. Na zijn vertrek complimenteert De Cock Vledder met zijn actie. Vledder vertelt nog van de sectie dat dokter Rusteloos rekening houdt met bedwelming gevolgd door moord. De Cock geeft Vledder nog wat routine opdrachten en gaat zelf praten met de man met hond die het lijk ontdekte, ene Etzel Hunnen.
Deze Etzel is zelf een oud en vooraanstaand lid van het genootschap. Alleen is het genootschap door Gunther Worms en Hagen de Bourgondiër min of meer gekaapt. Ze zitten ook fout met de gebruiken van het Klokbekervolk. Maar Etzel is wel bang voor de goede naam van het genootschap en daarom heeft hij een ander vooraanstaand lid van het genootschap gisteravond gewaarschuwd. Het is de welbekende officier van justitie mr. Schaaps, een meer dan goede vriend van commissaris Buitendam. Spontaan noemt Etzel nu Hilde Brunet, de vrouw van Gunther Worms als degene die gezworen had Siegfried om te brengen. Intussen is Dick Vledder met de dolk op stap geweest en hij heeft te horen gekregen dat het een replica betreft. Het verwerkte brons is een mengsel van koper en tin, terwijl in de tijd van de klokbekers koper en lood werd gebruikt. Het moordwapen is dus niet de gestolen dolk uit opgravingen te Uffelte. De Cock neemt zich voor het origineel te gaan zoeken. Dick Vledder heeft nog een tweede nieuwtje. Siegfried werd op zijn vijftiende reeds gearresteerd wegens diefstal uit musea en kerken.
Rechercheur Fred Prins ontbiedt op verzoek van De Cock Gunther Worms inzake de uitvaartrituelen, terwijl Dick Vledder opdracht krijgt naar de Prinses Carolinalaan te Baarn te rijden waar deze Koning van de Klokbekers woont. De Cock gaat het gesprek aan met de echtgenote, Hilde Brunet. Laatstgenoemde geeft een grimmige kijk in haar verleden. Ze hield zielsveel van Siegfried, maar die bedroog haar. Samen zouden ze voor de eerste keer de nacht doorbrengen, maar de volgende ochtend lag Hilde naast Gunther Worms, een oudere man die al jaren vergeefs achter haar aanzat. Zelf bleek Siegfried plat te zijn gegaan voor Adelheid. Ze legde zich toen neer bij het onvermijdelijke en trouwde met Gunther. Daarom had ze Siegfried graag omgebracht, maar iemand was haar voor. Zelf denkt ze aan haar man als dader. Onderweg terug naar Amsterdam meldt Vledder dat er in het lichaam van Siegfried scopolamine is aangetroffen. De Cock kent het als waarheidsserum. Na enkele rake zinnen van De Cock begrijpt Dick Vledder de betekenis van scopolamine voor hun moordzaak.
De grote aula van Oosterbegraafplaats vult zich met deftige heren en dames getooid met een hoed met voile. Ook mr.Schaaps en zijn vrouw worden door De Cock opgemerkt. Gunther Worms komt De Cock nog even hautain de les lezen over fatsoen. De inleidende toespraak wordt verzorgd door Etzel Hunnen. Hij roept een voor een de leden van het genootschap aan de baar om te zweren dat zij Siegfried niet hebben gedood. Hilde Brunet doorstaat de test, maar bij Hagen de Bourgondiër sijpelt er een straaltje bloed uit Siegfried zijn dode mond. Er ontstaat een grote chaos die vooral door het snelle optreden van Dick Vledder in goede banen wordt geleid. Terugrijdend memoreert De Cock dat ze van de officier van justitie mr.Schaaps in deze zaak niets meer te duchten hebben. Adelheid van Xanten was woedend op de Cock omdat hij Hagen niet ter plekke wilde arresteren. Aan de balie ligt er een anonieme brief te wachten waarin wordt gevraagd Hagen de Bourgondiër naar de schat van de Nevelberg te vragen. Na enig snuffelwerk herkent De Cock de parfum van Hilde Brunet. De Cock stuurt Dick Vledder naar Etzel Hunnen en gaat zelf met het moordwapen naar zijn vriend op de Noordermarkt, kunstenaar Peter Karstens. De Cock hengelt nadrukkelijk naar een Monet van Peter Karstens voor bij hem thuis. Maar na een lange inleiding moet hij toch bekennen dat zijn komt ambtshalve is. Het moordwapen blijkt een replica. Peter Karstens erkent een half jaar geleden een opdracht te hebben ontvangen voor drie replica's. Na afloop van de klus, die Peter door een mannetje liet uitvoeren, heeft de jongeman het origineel en zijn drie replica's terug gekregen. Tijdens het gesprek laat Peter De Cock keer op keer blijken dat de rechercheur een misdadige geest heeft en zo ook aanleg bezit als misdadiger. Als De Cock de naam van de dode Siegfried van Xanten noemt is het commentaar van de kunstenaar: "Jij zegt het."
In de nabespreking met Dick Vledder oppert De Cock de mogelijkheid dat de vervalsingen van Peter zo goed zijn dat hij Siegfried vier replica's heeft teruggegeven en dat hij het waardevolle origineel heeft behouden. Maar hoe Siegfried aan de originele dolk kwam blijft duister. Want volgens Vledder zijn onderzoekingen bij Etzel Hunnen is hij nooit bij de bewuste opgravingen in Uffelte geweest. Etzel Hunnen heeft namelijk inmiddels de complete administratie van het genootschap onder zich gekregen. Na het drama in de aula zijn Gunther en Hagen uit het genootschap getreden. Gunther had dat al aangekondigd voor het baargericht. Hagen stapte erna op. En nu is Etzel de Koning van de Klokkenbekers. Vledder en de Cock raken niet uitgepraat over het mysterieuze moordwapen en alle mogelijkheden en onmogelijkheden binnen het genootschap. Ten slotte belt Hilde Brunet naar de rechercheurs in Amsterdam dat in Baarn aan het begin van de oprijlaan van haar villa haar man Gunther Worms ligt met een dolk tussen de schouderbladen.
In een wolkbreuk rijden de twee rechercheurs naar de plaats delict in Baarn. De Cock constateert een tweede replica tussen de schouderbladen van de oude Koning der Klokbekers. Adjudant Lambertsen van de plaatselijke politie stelt al bij voorbaat dat dit lijk een Baarnse zaak is. De Cock legt vriendelijk en omstandig de omstandigheden uit die Hilde Brunet er toe hebben gebracht om twee Amsterdamse rechercheurs te bellen. Maar Lambertsen heeft niets op met Amsterdammers en de Amsterdamse recherche. In het verleden heeft De Cock al eerder onderzoek in het Gooi gedaan en pas aan het eind van het onderzoek zijn collega's ter plaatse bericht gezonden. Dat was hoogst onelegant, hetgeen De Cock braaf beaamt. De Cock wijst zijn collega nog op sectie, de herkomst van de dolk en toxicologisch onderzoek want deze man is vergiftigd. Collega Lambertsen geeft geen sjoege. De twee rechercheurs besluiten de weduwe te gaan verhoren, nadat Lambertsen nadrukkelijk ervoor heeft gekozen bij het lijk te blijven. Hilde zegt dat ze het geluid van een auto op de oprijlaan had gehoord en na een kwartier was gaan kijken waar haar man bleef. Haar man rijdt in een vuurrode Mitsubishi Starion, maar de auto is nog spoorloos. Ze geeft de groep rond Etzel Hunnen de schuld van de moord met als femme fatale Adelheid van Kleef. De Cock vraagt haar tevergeefs naar de schat van de Nevelberg.
Laat terug aan de Warmoesstraat meldt wachtcommandant Meindert Post een boze commissaris Buitendam. Zowel de korpschef uit Baarn als Adelheid van Kleef willen een klacht tegen De Cock indienen. De volgende dag besluit De Cock Adelheid thuis te gaan bezoeken. Ook zij is uitgetreden uit het genootschap. De klacht tegen De Cock zal officieel lopen via mr. Schaaps. In het gesprek beschuldigt ze Gunther Worms dat hij twee petten op had. Die van handelaar en antiquair en die van Koning van het genootschap. Ze verwijt De Cock pure nalatigheid toen alle tekenen richting Gunther en Hagen wezen. Vervolgens doodde Hagen zijn compagnon Gunther. Weduwe Hilde is het met haar eens en steunt haar klacht jegens De Cock. Om haar bewijsvoering kracht bij te zetten meldt Adelheid dat Hagen haar persoonlijk op de avond na het baargericht de moord op Siegfried heeft bekend. Teruglopend naar het politiebureau maakt De Cock zich weinig zorgen over de aanklacht. Zelfs met de woordenstroom van Adelheid is de zaak nog lang niet rond. Aan de andere kant valt Adelheid zwijgen te verwijten. Maar nu Adelheid haar verklaring jegens Hagen in het notitieboekje van De Cock heeft ondertekend, is de rechercheur wel bereid om hem te arresteren. Vledder vindt nog steeds dat iedereen liegt in deze zaak en zijn collega spreekt van een versluierde waarheid. Lachend passeren ze het onweerstaanbare etablissement Smalle Lowietje, waar ze deze keer gewoon aan voorbij gaan.
De Cock belandt op het politiebureau onmiddellijk bij commissaris Buitendam. Hij legt uit dat er in Baarn een moord was gemeld. Het verbod van zijn commissaris om zich niet met leden van het genootschap te bemoeien acht De Cock ondoenlijk. Hij doet gewoon normaal zijn werk en het tumult in de aula ontstond op een uitdrukkelijk verzoek van Adelheid van Kleef met instemming van de voorzitter Gunther Worms. De Cock zegt nu vinnig dat zijn commissaris de officier van justitie maar in deze termen moeten antwoorden. Want het zijn bedenkelijke uitspraken van deze wetsdienaar. De Cock wordt de kamer uitgestuurd.
De Cock legt Vledder uit dat mr.Schaaps en zijn vrouw zelf deelnamen aan het baargericht en nu proberen hun straatje schoon te vegen via Buitendam. Vledder heeft goed nieuws uit Baarn. Adjudant Lambertsen heeft om half tien deze ochtend al de sectie op Gunther Worms bijgewoond. Dokter Rusteloos zag opvallend veel overeenkomsten met de moord op Siegfried en stemde in met uitgebreid toxicologisch onderzoek. Een motorrijder heeft het moordwapen naar Leiden gebracht naar het Rijksmuseum voor Oudheden. Ze stellen daar dat het een replica is. De twee rechercheurs zijn nu toch wel tevreden over hun knorrige collega uit Baarn. Maar De Cock vraagt zich bezorgd af wie de derde replica in zijn rug zal krijgen. Na lang nadenken besluit De Cock naar het woonhuis van Hagen de Bourgondiër aan de Keizersgracht te gaan. Hij wil nu weten wat de schat van de Nevelberg betekent. Onder de afkeurende blikken van Dick Vledder opent De Cock de voordeur met het apparaat van Handige Henkie. Op het moment dat De Cock de brandkast wil openen op zoek naar de schat van de Nevelberg, hoort hij geluid. De twee rechercheurs overlopen Etzel Hunnen. Laatstgenoemde had een sleutel met het adres Keizersgracht 1117 gevonden in de overgedragen boedel en was ter plekke gaan snuffelen. Dick Vledder besluit intussen dat Hagen gevlucht is, maar De Cock vindt dat er bij hem thuis nog veel te veel kostbare zaken staan. Wachtcommandant Jan Kusters heeft een boodschap genoteerd voor de rechercheurs van Hilde Brunet: "Hagen de Bourebondier is op weg naar Adelheid van Kleef."
Onderweg naar het woonhuis van laatstgenoemd, zien ze haar voorbijflitsen in een vuurrode Mitsubishi Starion. Dick Vledder meldt de auto aan bij de Centrale Post, omdat hun Volkswagentje kansloos is. Een aantal minuten later is de wagen verongelukt en ze treffen een zwaargewonde Adelheid aan tegen een pijler van het viaduct aan de Spaarndammerstraat. In de auto ligt Hagen de Bourgondiër met een dolk in zijn rug. Bij hem thuis legt De Cock het allemaal uit aan Fred Prins, de jonge agent van de eerste moord bij Muiderpoort en Dick Vledder. Voor ze overleed afgelopen nacht heeft de Cock nog ruim een uur met Adelheid kunnen praten. Het is de persoonlijke ervaring van De Cock dat elke rechercheur in een zaak een paar fouten maakt. Deze keer hebben ze te weinig aandacht besteed aan de persoon Siegfried van Xanten. Hij was als jongetje al bezeten van de Oudheid. Adelheid was op haar beurt bezeten van Siegfried en hielp mee met haar plantenkennis om Hilde Brunet in het verkeerde bed met Gunther Worms te krijgen. Siegfried had de schat van de Nevelberg ontdekt en opgegraven in een dorpje in Zuid-Wales. De beruchte bronzen dolk kwam ervandaan, waarvan hij later drie replica's liet maken bij Peter Karstens. Gunther Worms ontdekte de vervalsing maar zag dit als bewijs dat er ook een origineel bij Siegfried was. Samen met partner Hagen de Bourgondiër besloot hij de schat te bemachtigen. Het doodvonnis van de sapientes werd ingezet als drukmiddel. Ze besloten vervolgens scopolamine als waarheidsserum te gebruiken om de bergplaats van de Britse schat te vinden. Midden in de onderhandelingen raakte Siegfried door een overdosis scopolamine in coma. Hagen was woedend dat het plan mislukte en stak Siegfried de dolk in zijn rug. De volgende avond dumpte ze het lijk bij Muiderpoort, dat volgens Gunther op een graftombe lijkt. Tijdens de vervolgonderhandelingen over de Britse schat bedwelmt Adelheid op haar beurt Gunther en deponeert hem op zijn eigen oprijlaan te Baarn. Hagen de Bourgondiër loopt in dezelfde val, maar ontwaakt uit zijn bedwelming in een rode Mitsubishi. Hij krijgt alsnog een replica in zijn rug. Het plan van Adelheid om hem voor de deur van zijn woonhuis te deponeren verongelukt tegen een viaduct. Dick Vledder herinnert zich nu dat De Cock hem opdracht gaf maar naar de Keizersgracht te rijden, omdat zijn collega haar daar kon opwachten. Maar een wegblokkade en een slippartij maakte een eind aan de dollevrouwsrit. De Cock zegt bewust niet te hebben gevraagd waar de Schat van de Nevelberg is. Hij vindt vier doden genoeg. Desgevraagd door zijn vrouw zegt De Cock dat hij wel degelijk in een Godsgericht gelooft, zolang mensen er maar niets mee van doen hebben.